# Павлівський (загальнозоологічний заказник)
Па́влівський зака́зник — загальнозоологічний заказник місцевого значення в Україні. Розташований у межах Володимирського району Волинської області, між селом Павлівка та селищем Іваничі.
Площа 1528 га. Статус надано згідно з Розпорядженням представника Президента України у Волинській області від 26.05.1992 року, № 132. Перебуває у віданні ДП «Володимир-Волинське ЛМГ» Павлівське лісництво кв. 11 вид. 1-13; кв. 12 вид. 1-20; кв. 13 вид. 1-19; кв. 14 вид. 1-22; кв. 15 вид. 1-24; кв. 16 вид. 1-22; кв. 17 вид. 1-4, 6-8, 65-67; кв. 18 вид. 1-39; кв. 19 вид. 14-29, 32-35, 38-43, 45, 49-53, 58-60; кв. 20 вид. 1-30; кв. 21 вид. 4, 5, 6, 9, 16, 17, 19-26, 29-32; кв. 22 вид. 1-33; кв. 23 вид. 1-32; кв. 24 вид. 1-30.
Створений з метою збереження природного комплексу, в який входять два лісові урочища — «Павлівське» і «Ляхів». Переважають високобонітетні насадження дуба черешчатого (до 65 %) віком бл. 60 років. Серед інших порід дерев тут зростають: сосна, ялина, модрина європейська (рідкісна на Волині). У підліску: ліщина, бузина чорна. Серед трав'яних рослин: медунка лікарська, герань лісова, барвінок, а також підсніжник звичайний, занесений до Червоної книги України.
З тварин водяться: сарна, свиня дика, куниця лісова, вивірка, а також лелека чорний і підорлик малий, занесені в Червону книгу України. На водоймах, що входять до складу природного комплексу, гніздяться: лебідь-шипун, кулик, качка.

## Галерея

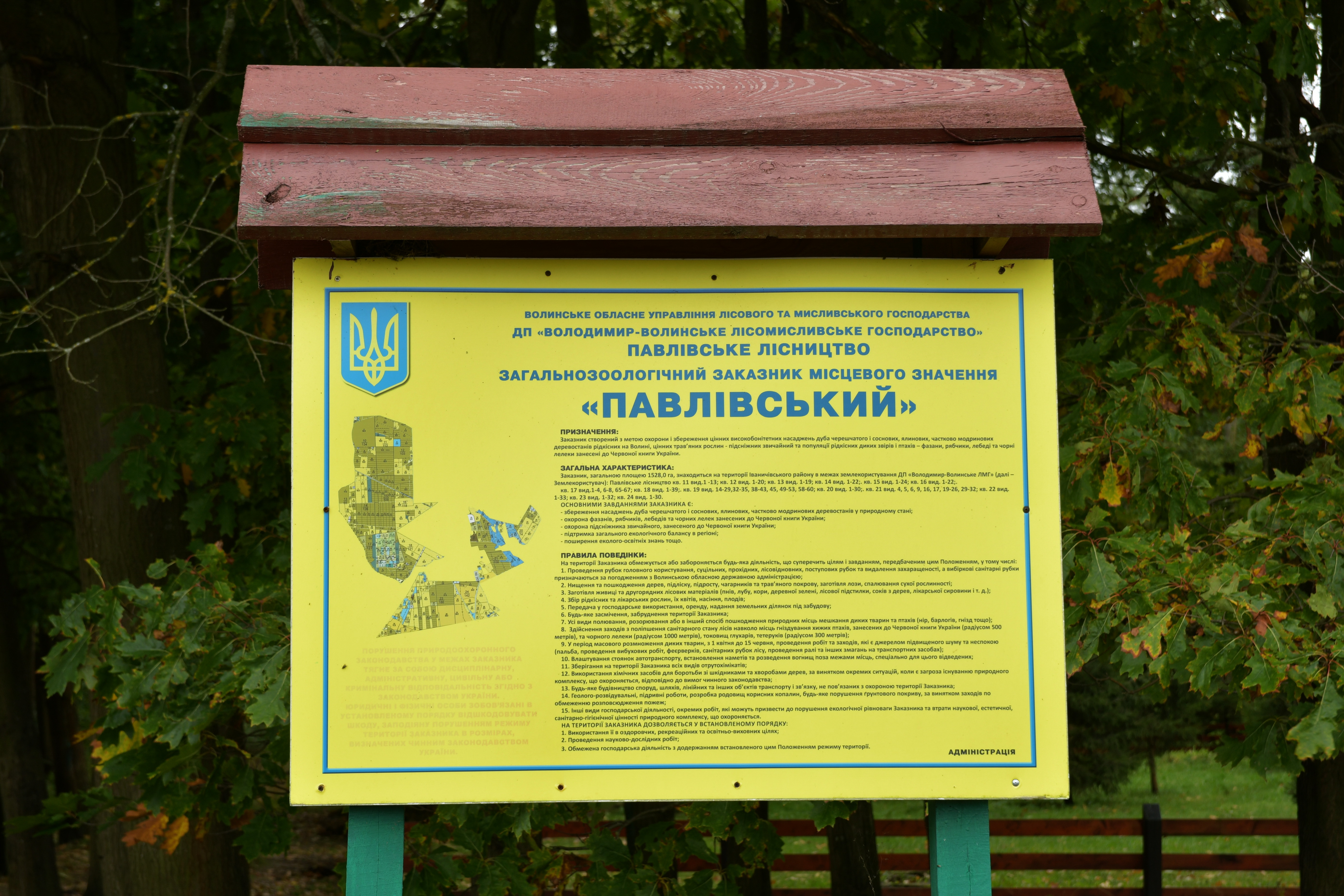
Інформаційна дошка
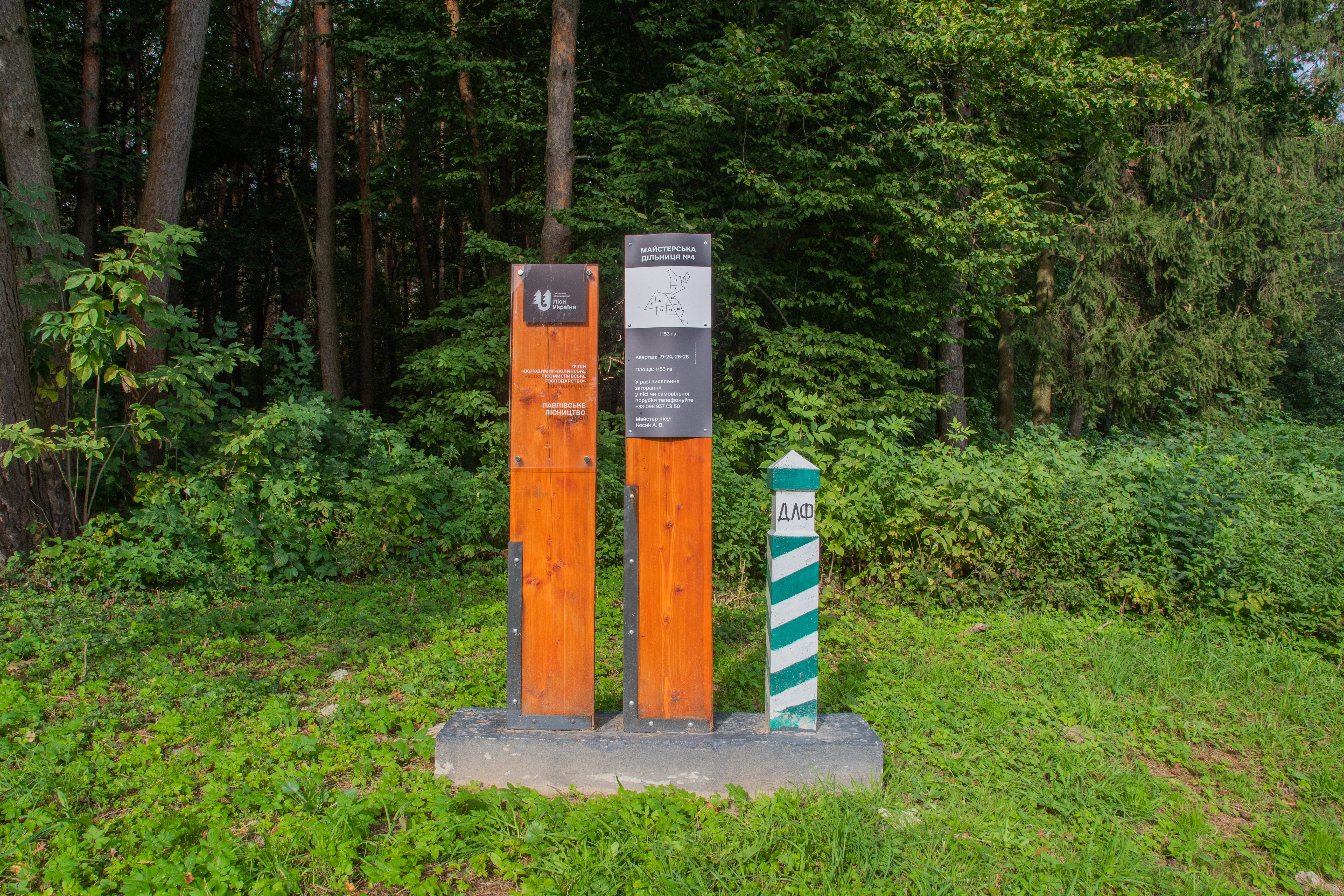
Інформаційна дошка у кв. N20
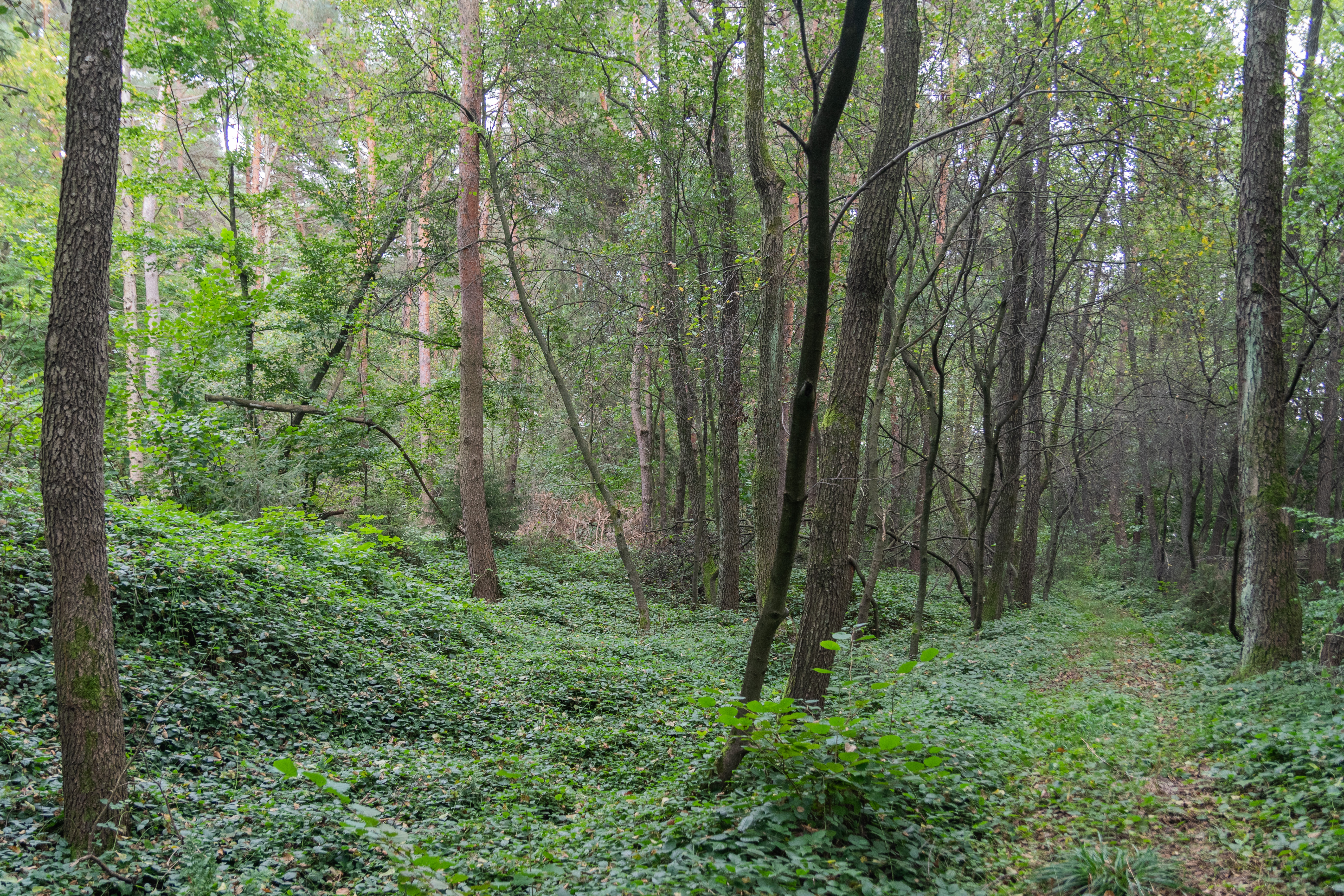
Вигляд у кварталі N20
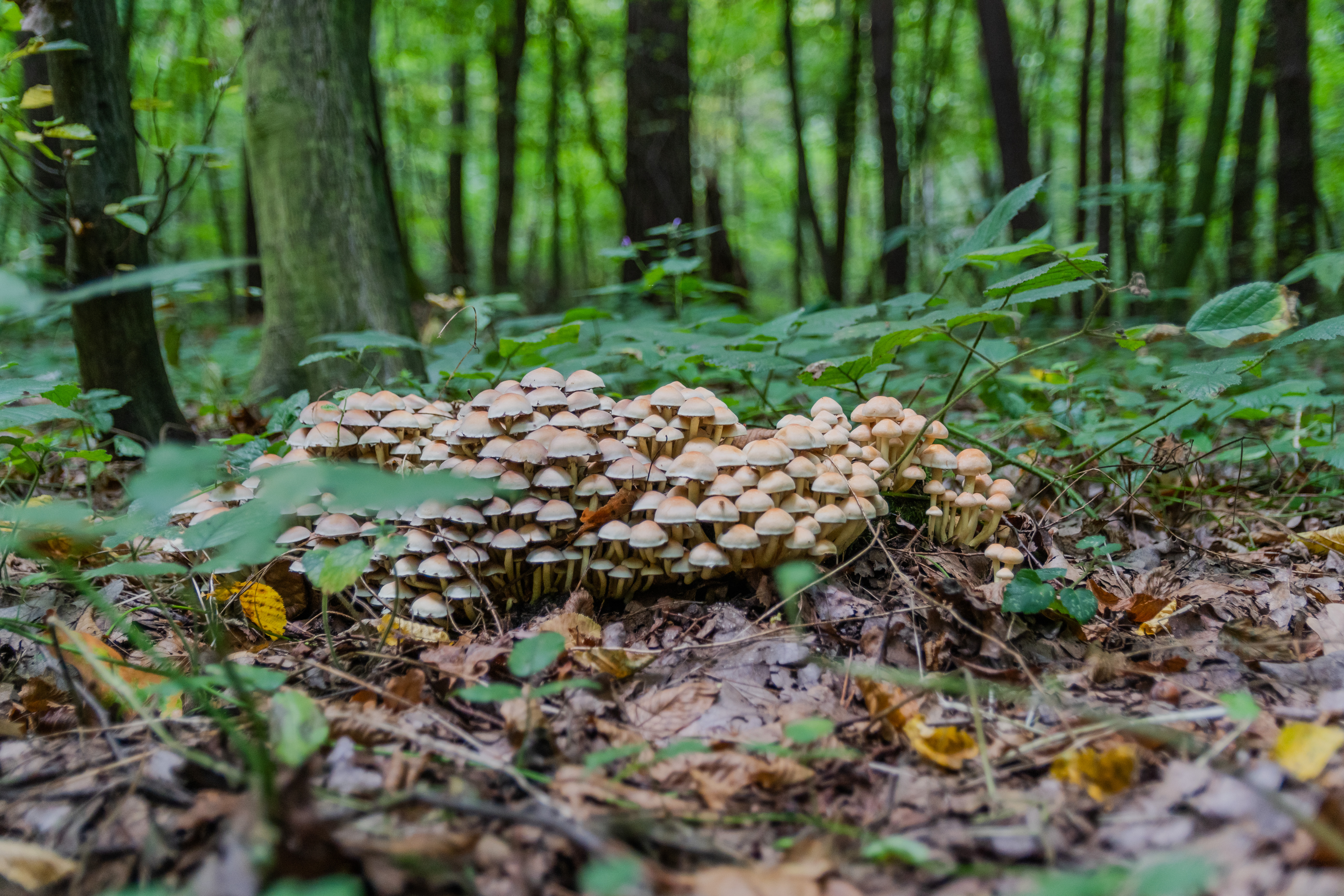
Гриби не їстівні у кварталі N20
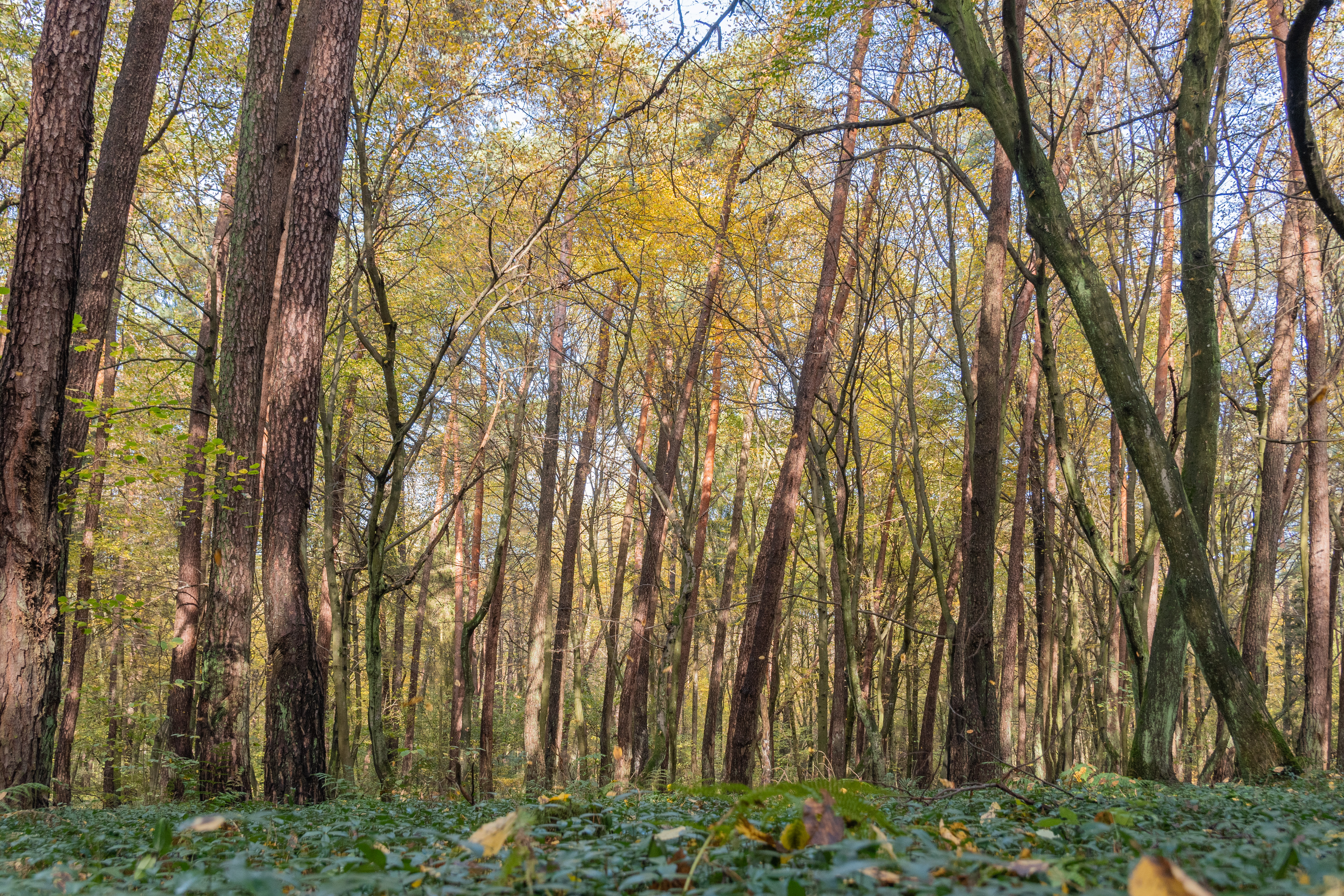
Вигляд у кварталі N24
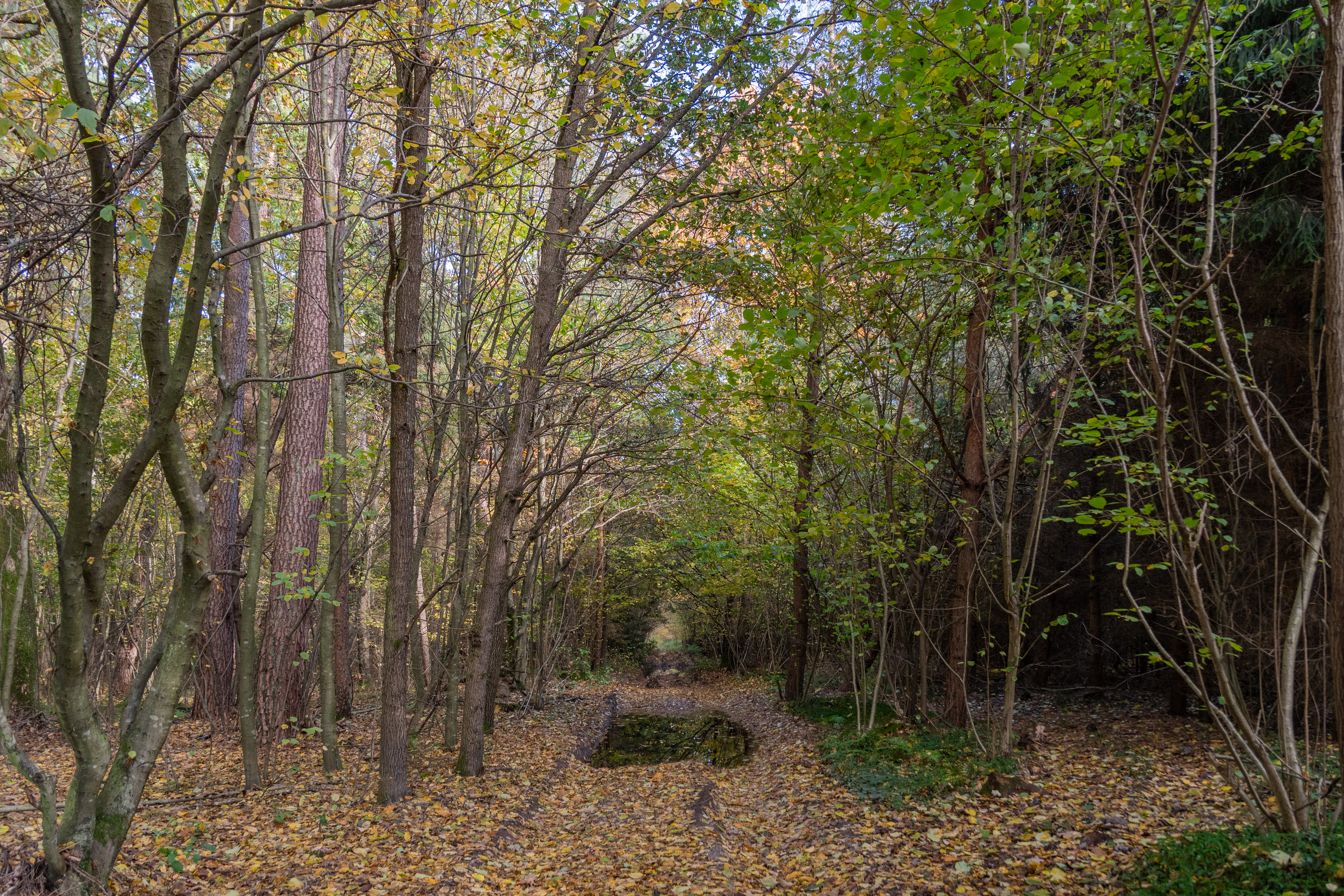
Лісова дорога у кварталі N24